# Nossa Senhora de Itatí
Nossa Senhora de Itatí ( em castelhano:  Nuestra Señora de Itatí ), também conhecida como Virgem de Itatí, é um título católico romano da Virgem Maria, cujo principal santuário fica na cidade de Itatí, província de Corrientes, Argentina. Sua festa é celebrada em 9 de julho, com uma celebração de aniversário em 16 de julho.

## Etimologia
Itatí é uma palavra guarani que se compõe de «Ita» (pedra) e «tí» (branco, para a cor dos depósitos de calcário ali existentes). 

## História

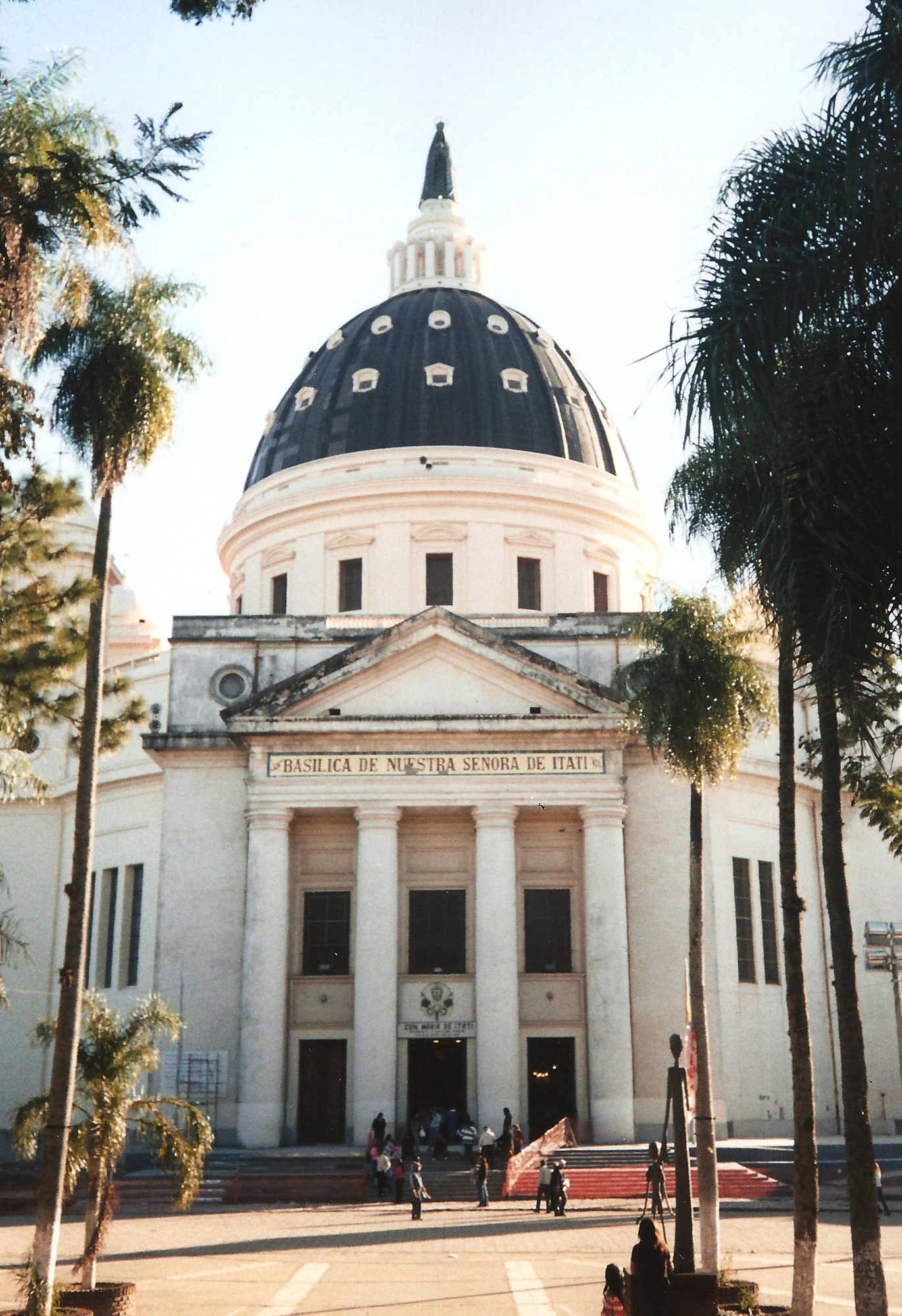
Basílica de Nossa Senhora de Itatí.

A primeira comunidade franciscana instalou-se na área de Santa Ana, também conhecida como Redução de Yaguari, em 1528. O reflexo da Senhora de Itatí apareceu três vezes sob uma rocha ao longo de um rio da Bacia do Paraná, o que levou os colonos franciscanos a construir uma estátua dedicada à Senhora de Itatí em 1589.
Pouco depois, os índios locais lutaram contra os franciscanos e capturaram a estátua. Em seguida, questionaram a localização precisa da aparição da Virgem de Itatí e alegaram ter encontrado outra pedra de onde emanava uma luz brilhante e um som sobrenatural. Franciscanos e índios concordaram em um lugar para a Virgem e criaram a nova cidade Pueblo de Indios de la Pura y Limpia concepción de Nuestra Señora de Itatí. O santuário desempenhou um papel central na redução das correntes de água da região para permitir a construção de assentamentos.  
Segundo a lenda, a representação de madeira da Virgem Maria salvou a vida do missionário jesuíta do século 17, Luis de Bolaños, conhecido por suas tentativas de converter os nativos ao catolicismo. Também é dito que a Virgem interveio em uma batalha entre duas tribos nativas, resultando na vitória da tribo com a ajuda dos conquistadores. 
Em 16 de julho de 1900, a estátua de Nossa Senhora foi concedida uma coroação canônica sob o pontificado do Papa Leão XIII, que a proclamou como a padroeira de Corrientes, criando a diocese de Corrrientes. Em 1950, uma basílica para consagrar a imagem foi construída com uma das cúpulas mais altas da América do Sul. 

## Descrição
O santuário e sua cúpula são um dos maiores locais de peregrinação católica na Argentina, visitado por cerca de 300.000 peregrinos anualmente. 
A estátua de madeira da Senhora de Itatí tem 126 centímetros de altura. Ela mantém as mãos em posição de oração e usa um casaco azul e um subpêlo branco. 